# Anidrytus ephippium
Anidrytus ephippium es una especie de coleóptero de la familia Endomychidae.

## Distribución geográfica
Habita en Surinam.